# NGC 197
NGC 197 (ook wel PGC 2365, GC 5111 of MCG +00-02-107) is een lensvormig sterrenstelsel in het sterrenbeeld walvis.
NGC 197 werd op 16 oktober 1863 ontdekt door de Duitse astronoom Albert Marth.

## Synoniemen
- GC 5111
- HCG 7D
- MCG +00-02-107
- PGC 2365
- UGC 406
- ZWG 383.53
- NPM1G +00.0016